# مونيكا ديون
مونيكا ديون (بالإسبانية: Monica Dionne)‏ هي ممثلة مكسيكية، ولدت في 7 فبراير 1957 في واتربوري في الولايات المتحدة.

## أعمال

### أفلام
- (2014) أربعة أقمار

## وصلات خارجية
- مونيكا ديون على موقع IMDb (الإنجليزية)
- مونيكا ديون على موقع ألو سيني (الفرنسية)
- مونيكا ديون على موقع أول موفي (الإنجليزية)
- مونيكا ديون على موقع قاعدة بيانات الفيلم (الإنجليزية)
- مونيكا ديون على موقع كينوبويسك (الروسية)